# Sally Pearson
Sally Pearson (nacida McLellan; Sídney, 19 de septiembre de 1986) es una exatleta australiana de 100 metros vallas. Durante su carrera deportiva logró el título olímpico y mundial de la especialidad y también el de los 60 m vallas en el campeonato mundial en pista cubierta, además de dos medallas de oro en los Juegos de la Mancomunidad, un triunfo en la copa continental y un Trofeo de diamante. Ostenta además el récord olímpico de la prueba, y fue nombrada la mejor atleta femenina del año 2011.

## Trayectoria
Inició su carrera internacional en la categoría juvenil  al participar en el campeonato mundial del 2003 en las especialidades de 200 m y 100 m vallas, en las que logró el quinto y primer lugar respectivamente. En el 2004 se hizo presente en el campeonato mundial júnior, en las especialidades de 100 m lisos y 100 m vallas, con tercer y cuarto puesto en cada una. 
En el 2006 debutó en los Juegos de la Mancomunidad realizados en Melbourne en los 100 m vallas, donde alcanzó un registro de 13,02 s en ronda eliminatoria, aunque consiguió una medalla de bronce en la carrera de relevo 4 × 100 m.
Ya en el año 2007 alcanzaba las semifinales de los 100 m y 100 m vallas en el campeonato mundial de Osaka, con tiempos de 11,32 s y 12,82 s, respectivamente; y asistió a sus primeros Juegos Olímpicos en Pekín 2008, en los que se colgó la medalla de plata en los 100 m vallas con un tiempo de 12,64 s, por lo que se convirtió en la primera atleta australiana en conquistar una presea en dicha prueba desde la olimpiada de 1968, en la que Maureen Caird y Pam Ryan habían ganado oro y plata en los 80 m vallas. En su segunda asistencia a un campeonato mundial, que tuvo lugar en Berlín el año 2009, se ubicó en el quinto puesto de la final (12,70 s), mientras que en el 2010 se hizo del primer puesto de los Juegos de la Mancomunidad de Nueva Delhi con un registro de 12,67 s.
En el campeonato mundial de Daegu 2011, alcanzó el título absoluto de los 100 m vallas con un tiempo de 12,28 s, que se convirtió en la cuarta mejor marca de la historia y la mejor en veinte años. Esa temporada fue la ganadora en 10 de las once pruebas en las que participó, y siete de sus marcas se ubicaron entre las mejores once del año. Por otro lado, falló en conquistar la Liga de Diamante en la misma especialidad en la última fecha, cuando tropezó en la sexta valla. Sin embargo, la Asociación Internacional de Federaciones de Atletismo le otorgó el reconocimiento de Atleta del año junto al jamaicano Usain Bolt.
El año 2012 participó en su primer campeonato mundial en pista cubierta, donde consiguió el título de los 60 m vallas con un registro de 7,73 s. También asistió por segunda ocasión a los Juegos Olímpicos realizados en Londres, y esta vez se llevó la medalla de oro con un tiempo de 12,35 s (0,2 m/s) con una carrera impecable que además era récord olímpico y con el que también hizo realidad su deseo de emular el triunfo de Cathy Freeman en Sídney 2000. Tras la victoria expresó: «Ganar una medalla de oro olímpica no es nada fácil. Debes permanecer concentrada todo el tiempo. Pero tenía fe en mí, probablemente me mantuve así en estos cuatro últimos años. Cuando gané la plata en Pekín, supe que podía ser la mejor en el mundo. Supe que tenía la confianza para obtener el título, y lo deseaba más que nada».
Sin embargo, el 2013 se mantuvo aquejada de lesiones en los músculos isquiotibiales, por lo que debió iniciar su entrenamiento formal en junio. Pese a todo, se presentó en Moscú para su cuarto campeonato del mundo y logró la medalla de plata con un registro de 12,50 s. Posteriormente decidió separarse de su entrenadora Shannon Hannan con quien se había mantenido por 14 años, por lo que pasó a la dirección de Antony Drinkwater-Newman.
En el 2014, Pearson tenía como desafío la defensa de su título absoluto en pista cubierta. Antes de presentarse en el campeonato mundial de Sopot (Polonia), logró un registro de  7,79 s en Berlín en ronda eliminatoria, el mejor del año hasta ese momento, y ganó la final de dicho evento con 7,80 s. Ya en Polonia, y también en ronda eliminatoria, la australiana marcó un tiempo de 7,79 s, el mejor de la historia de la prueba en esa instancia para un campeonato mundial. Sin embargo, en la final quedó por detrás de la estadounidense Nia Ali, quien se colgó la medalla de oro con una marca de 7,80 s, por 7,85 s de la australiana.
Pese a todo, conquistó el título de los Juegos de la Mancomunidad de Glasgow, con una marca de 12,67 s, aunque en los días previos había tenido una controversia con el entrenador principal de Australia Eric Hollingsworth quien le criticó por no haberse presentado en los campos de entrenamiento antes del evento. Las diferencias dieron como resultado el despido de Hollingsworth.
El 2015 se preparaba para su quinta participación en el campeonato mundial, pero en la reunión de Roma, por la Liga de Diamante, sufrió una caída tras saltar la quinta valla que le ocasionó la fractura de su antebrazo izquierdo, por lo que se perdió el resto de la temporada.
Pearson volvió a las competencias el mes de mayo del 2016 en una carrera que tuvo lugar en Australia donde registró un tiempo de 12,75 s. Ese año tenía programado su presentación a los Juegos Olímpicos de Río de Janeiro, por lo que participó en la reunión de Oslo por la Liga de Diamante donde se ubicó en la séptima posición con un pálido registro de 13,14 s. Sumado a este desalentador resultado, a finales del mismo mes se anunció su retiro de los Juegos debido a un desgarre durante un entrenamiento.
En el 2017 volvió a las competencias atléticas  con un nuevo desafío: ser entrenada por ella misma. Se estrenó como tal en el mes de febrero en Alemania en una reunión en pista cubierta en la que fue tercera con un registro de 7,91 s en los 60 m vallas. En el mes de abril se presentó al campeonato nacional australiano donde se alzó con el triunfo con una notable marca de 12,53 s, lo que sin duda le generó confianza en su retorno. En el mes de julio se presentó a la reunión de Londres por la Liga de Diamante donde fue segunda pero rebajó su marca a 12,48 s, su mejor tiempo desde los Juegos Olímpicos de 2012. Con esta preparación se presentó a su quinto campeonato del mundo. 
Pearson era tomada en cuenta para la disputa por las medallas, aunque tenía como principales contendientes a las corredoras estadounidenses, entre ellas Kendra Harrison, quienes habían dominado la prueba durante la temporada. Sin embargo, en semifinales, dio aviso de su estado de forma al lograr una marca de 12,53 s. La final era una de las más esperadas del campeonato, y de hecho fue calificada como una batalla entre «experiencia contra consistencia y aplomo contra velocidad pura». De ella salió victoriosa la australiana con una carrera excepcional en la que alcanzó un tiempo de 12,59 s para reconquistar su título mundial del 2011 y en el mismo lugar donde había sido campeona olímpica en el 2012, y en la que dejó atrás los sinsabores de los dos últimos años. Le acompañaron en el podio Dawn Harper-Nelson y Pamela Dutkiewicz con marcas de 12,63 s y 12,72 s respectivamente. Días después, terminado el certamen, acabó el año con otro triunfo esta vez en Zúrich por la final de la Liga de Diamante, donde se alzó por primera vez con el trofeo de dicho evento deportivo al ganar la carrera por milésimas de segundo (ambas cronometraron 12,55 s) por delante de la estadounidense Sharika Nelvis.
El 2018 lo inició con su tercera participación en el campeonato mundial en pista cubierta, celebrado en Birmingham, pero en esta ocasión no logró pasar de las semifinales en las que registró un tiempo de 7,92 s. En abril tenía el importante compromiso de presentarse en los Juegos de la Mancomunidad en su propio país, de los que llegó a participar en su ceremonia de inauguración como portadora del «bastón de la Reina», pero debió retirarse de la competición debido a una lesión en el tendón de Aquiles.
El 6 de agosto de 2019 anunció su retiro de las competiciones atléticas a través de un comunicado en su cuenta de Instagram.